# Andorra en los Juegos Olímpicos de Moscú 1980
Andorra estuvo representada en los Juegos Olímpicos de Moscú 1980 por un total de dos deportistas que compitieron en tiro.
El equipo olímpico andorrano no obtuvo ninguna medalla en estos Juegos.